# Adam Kłokocki
Adam Kłokocki (ur. 31 stycznia 1733 w Iweniu, zm. przed 8 marca 1808) – polski duchowny rzymskokatolicki, jezuita, biskup pomocniczy łucko-żytomierski.

## Biografia
Urodził się na Białorusi, w diecezji wileńskiej. W 1749 wstąpił do Towarzystwa Jezusowego. W 1761 w Wilnie otrzymał święcenia prezbiteriatu.  W latach 1767–1768 i 1770 - 1772 był prefektem szkół w Żodziszkach, a w latach 1772 - 1774 misjonarzem w Wołkowysku. W 1773 uzyskał doktorat z teologii na Akademii Wileńskiej. Po kasacie jezuitów w 1773 był proboszczem w Różannej, Wysokim Litewskim i w Narwie. Od 1792 kanonik żmudzki.
22 września 1795 papież Pius VI prekonizował go sufraganem brzeskim biskupa łuckiego i biskupem in partibus infidelium sidymskim. Sakrę biskupią przyjął w sierpniu 1798 z rąk biskupa inflancko-piltyńskiego Jana Nepomucena Kossakowskiego.
Zmarł przed 8 marca 1808. Pochowany w kościele pojezuickim Pana Jezusa i św. Kazimierza w Brześciu Litewskim.